# Los Aldamas
Los Aldamas är en kommun i Mexiko.   Den ligger i delstaten Nuevo León, i den centrala delen av landet, 700 km norr om huvudstaden Mexico City.
Följande samhällen finns i Los Aldamas:
- Aldama Estación
- Barrio Aldamas